# Yuan (元)
Yuan 元 (spreekt uit als Yuuwen) is een Chinese achternaam die zijn oorsprong vindt in de Chinese provincie Hubei. Andere gebieden zijn Luoyang in Henan en Taiyuan in Shanxi. Deze achternaam staat op de eenennegentigste plaats van de Baijiaxing. In Hongkong wordt deze achternaam door HK-romanisatie geromaniseerd als Yuen en in Macau als Un' of Iun.

## Oorsprong
Er zijn drie oorsprongen van deze achternaam. 
- De eerste is dat de inwoners van het gebied Yuan ten tijde van de Periode van Lente en Herfst hun plaatsnaam als achternaam gebruikten. De heerser van het gebied Yuancheng heette Yuan Heng. En ligt tegenwoordig in het arrondissement Xiandong van het Hubei'se Daming.
- Tijdens de Periode van de Strijdende Staten ging de zoon van een militair verhuizen naar Yuancheng, daar nam hij de achternaam Yuan aan.
- Toen de Xianbei in Zhongyuan kwamen, veranderden zij die de achternamenTuoba, Gegu of Yun hadden hun achternaam in Yuan. De monarchie van de Noordelijke Wei-dynastie is een van de bekendste families die hun achternaam veranderden.
- Koreaans: Won

## Bekende personen met de naam Yuan of Yuen
- monarchie van de Noordelijke Wei-dynastie
- Yuan Zai/元載
- Yuan Zhen/元稹
- Yuan Haowen/元好問
- Yuan Xie/元勰